# OpenSocial
OpenSocial je veřejná specifikace vytvořená společností Google. OpenSocial je set společných API (rozhraní pro programování aplikací) pro tvorbu webových sociálních aplikací (Sociálního softwaru). Prakticky to znamená, že různé sociální sítě jsou přístupné pod stejnou API. V dnešní době je situace taková, že každá z množství sociálních sítí má své vlastní a unikátní API. To programátory-vývojáře nutí si vybrat, který z těchto API budou vyvíjet a spravovat. Výhodou OpenSocial je, že těmto vývojářům sociálních aplikací dává jednotný set API, který je využitelný na kterékoli ze stránek, který jej podporují. S těmito jednoduchými technologiemi OpenSocial zrychlí inovace a umožní vytvoření novinek po celém webu.

## Historie
Historie verzí OpenSocial:

| Historie verzí |            |
| -------------- | ---------- |
| 0.5            | 15.6.2007  |
| 0.6            | 21.12.2007 |
| 0.7            | 4.2.2008   |
| 0.8            | 28.5.2008  |
| 0.9            | 16.4.2009  |
| 1.0            | 15.3.2010  |
| 1.1            | 18.11.2010 |
| 2.0            | 18.8.2011  |
| 2.0.1          | 23.11.2013 |
| 2.5.0          | 28.8.2012  |

## Struktura
OpenSocial je založena na HTML a Javascriptu, stejně jako rámec Google Gadgets. OpenSocial se skládá z několika API rozhraní pro sociální softwarové aplikace pro přístup k datům a základní účast sociálních sítí. Každé API řeší jiný aspekt. To také zahrnuje rozhraní API pro kontaktování libovolných služeb třetích stran na webu pomocí proxy systému a OAuth pro bezpečnost.
Ve verzi 0.9 je přidána podpora pro základní tagovací jazyk. Tím jazykem je OSLM. Tento jazyk umožňuje přístup k datům z API OpenSocial, které dříve vyžadovaly asynchronní požadavek na straně klienta.

## Vývoj
Při vývoji produktů je důležité, aby se vývojáři v prostředí jednou zorientovali a následně použili vyvinutý standard všude. Existence jednotného programovacího modelu také pomáhá webům, které by chtěly svým uživatelům poskytnout komunitní služby. Platforma OpenSocial dává (se svolením uživatelů) programátorům přístup k datům, která potřebují k tvorbě sociálních aplikací. To znamená přístup k uživatelským profilům, seznamu přátel a dokonce k jejich zprávám. Popis platformy OpenSocial pro vývojáře jsou dostupné na code.google.com/apis/opensocial. Programátoři tak mají přístup ke třem API pro JavaScript a Gdata pro přístup k sociálním funkcím, vývojářský sandbox na Orkutu (sandbox.orkut.com) a vzorový kód. Dále pak dokumentaci a podpůrnou skupinu k dispozici na code.google.com. Webové stránky budou mít přístup k nástroji pro implementaci OpenSocial, podpůrnému fóru pro komunikaci s Googlem a dalšími webmastery a ke vzorovému kódu, dokumentaci a podpůrné skupin na code.google.com.

## Využití
Jednou z největších výhod OpenSocial je jeho obrovská distribuční síť. Stránky, které se k používání OpenSocial již přihlásily - včetně sítí jako Bebo, Engage.com, Friendster, hi5, Hyves, imeem, LinkedIn, mixi, MySpace, Ning, Oracle, orkut, Plaxo, Salesforce.com, Six Apart, Tianji, Viadeo a XING, Hyves nebo hi5 - mají více než 200 miliónů uživatelů na celém světě.

## Pozadí
OpenSocial je obyčejně popisován jako více otevřený multiplatformní alternativa k Facebook Platform, proprietární služby populární sociální sítě Facebook. 

Pomocí OpenSocket, může uživatel spustit Opensocial miniaplikace v rámci Facebooku.